# Fushimi Kuniie
Thân vương Fushimi Kuniie (伏見宮邦家親王 (Phục Kiến cung Bang gia Thân vương) Fushimi-no-miya Kuniie-shinnō, 24 tháng 10 năm 1802 – 5 tháng 8 năm 1872)  là một thành viên thuộc hoàng gia Nhật Bản. Ông là hoàng thân thứ 20 (hay thứ 23) của nhánh Phục Kiến cung và là con trai cả của Hoàng thân Fushimi Sadayuki (1776-1841)  với người thiếp Seiko, [chú thích 1],do đó, ông trở thành anh em họ đời thứ 11 của Thiên hoàng Sakuramachi. Mặc dù chỉ là anh em họ xa với Thiên hoàng, song sau đó ông đã được Thiên hoàng Kōkaku nhận làm Dưỡng tử vào năm 1817, phong cho ông tước Thân vương ngang hàng với các con trai của Thiên hoàng.

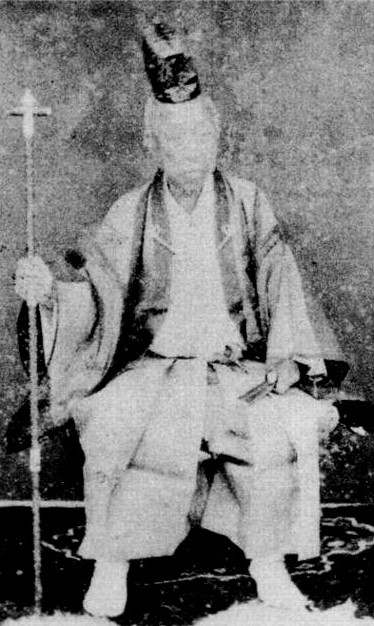

Thân vương Kuniie làm chủ Phục Kiến cung sau khi cha ông mất vào năm 1841. Nhưng ngay sau đó, vào năm 1842, con trai cả của ông, Zaihan (tức Thân vương Yamashina Akira) đã bỏ trốn cùng với dì của mình là Công chúa Takako. một nữ tu sĩ ở Kajū-ji. Vì vụ bê bối này, Thân vương đã sớm phải nghỉ hưu và truyền vị trí trưởng tộc cho người con trai duy nhất là Thân vương Sadanori; Sadanori là một trong số 17 người con trai của Thân vương Kuniie. Thân vương Kuniie sau đó đã xuống tóc quy y và lấy tên là Zengaku (樂). Năm 1864, một lần nữa ông lại được làm chủ Phục Kiến cung; Sau khi Thiên hoàng Minh Trị dời đô đến Tokyo, Thân vương Kuniie cũng rời khỏi cố đô Kyoto và chuyển đến tân đô Tokyo cùng gia quyến vào năm 1872. Ông lại nghỉ hưu một lần nữa và trao quyền thừa kế cho con trai thứ hai (hay thứ 14) là Thân vương Sadanaru. Ông đã sống cuộc sống ẩn dật cho đến khi qua đời.
Ông là cha đẻ của 17 vị Thân vương và 14 vị Nữ vương (9 trong số đó đã được sinh ra trước khi ông kết hôn với Karatsukasa Hiroko vào năm 1836), trong đó có Thân vương Kuni Asahiko, Thân vương Yamashina Akira, Thâ vương Higashifushimi Yorihito, Thân vương Kitashirakawa Yoshihisa, Thân vương Fushimi Sadanaru, Thân vương Kạn' in Kotohito, ông nội của Thủ tướng đầu tiên của Nhật Bản sau Thế chiến II là Hoàng thân Naruhiko Higashikuni, ông cố của Hương Thuần Hoàng hậu, và là ông cố của Thiên hoàng Akihito. Như vậy, ông là tổ tiên chung của tất cả các Ōke.

## Hôn nhân và gia đình
Vào ngày 9 tháng 1 năm 1836, Thân vương Kuniie kết hôn với Karatsukasa Hiroko (1814-1892), con gái của Takatsukasa Masahiro (cũng là anh em họ thứ hai của Thiên hoàng Ninkō). Ông và chính thất Hiroko có bảy người con, với hai con trai và một con gái sống đến tuổi trưởng thành:
1. Thân vương Sadanori (伏見宮貞教親王 /Fushimi-no-miya Sadanori shinnō), 26 tháng 10 năm 1836 - 16 tháng 12 năm 1862)
2. Nữ vương Fumiko (碌 子女 王), (1839 - 1853)
3. Một đứa con trai (喜久宮 Kikumura-no-miya), (1842 - 1851)
4. Nữ vương Noriko (則子女 王), (16 tháng 5 năm 1850 - 14 tháng 11 năm 1874), vợ của Hầu tước Tokugawa Mochitsugu.
5. Một cô con gái (宮嘉 世Kayo-no-miya), (1852 - 1853)
6. Một cô con gái (利宮Tashi-no-miya), (1856 - 1858)
7. Thân vương Fushimi Sadanaru (伏見宮貞愛親王 /Fushimi-no-miya Sadanaru shinnō), (9 tháng 6 năm 1858 - 4 tháng 2 năm 1923)

Ngoài ra, Thân vương Kuniie có thêm 24 người con được hạ sinh bởi chín người thiếp của ông, với 10 người con trai và 7 cô con gái sống đến tuổi trưởng thành:
1. Thân vương Yamashina Akira (山階宮晃親王 /Yamashina-no-miya Akira shinnō), (22 tháng 10 năm 1816 - 29 tháng 10 năm 1891), mẹ là Fujiki Toshiko.
2. Thân vương Yoshikoto (聖護院宮嘉言親王/Shōgoin-no-miya Yoshikoto shinnō), (28 tháng 2 năm 1821 - 26 tháng 9 năm 1868), mẹ là Fujiki Toshiko.
3. Thân vương Jonin (曼殊院宮譲仁親王/Manshuin-no-miya Jonin shinnō), (1824 - 1842), mẹ là Fujiki Toshiko.
4. Thân vương Kuni Asahiko (久 邇 宮朝彦親王/ Kuni-no-miya Asahiko shinnō), (27 tháng 2 năm 1824 - 25 tháng 10 năm 1891), mẹ là Torikoji Nobuko.
5. Nữ vương Hisako (恒 子女 王), (26 tháng 2 năm 1826 - 1916), mẹ là Ueno Juno. Vợ của Nijō Nariyuki.
6. Nữ vương Yoriko (順子女王), (1827 - 1908), mẹ là Nakamura Soma.
7. Koga Sei'en (久我誓円), (1828 - 1910), mẹ là Nakamura Soma. Mẹ của Maki-no-miya (萬 喜). Bà trở thành một nữ tu Phật giáo của Zenkō-ji vào năm 1835; bà đã trở thành một cô con gái nuôi của Koga Michiaki (1780-1855) vào năm 1875.[2]
8. Nữ vương Tomoko (和 子女 王), (19 tháng 1 năm 1830 - 4 tháng 6 năm 1884), mẹ là Furuyama Chie.
9. Một đứa con trai chết non (微妙院/Bimyō-in), (1832 - 1832)
10. Một con gái chết non (菩提院/Bodai-in), (1840 -1840), mẹ là Horiuchi Nobuko.
11. Thân vương Komatsu Akihito (小松宮彰仁親王 /Komatsu-no-miya Akihito shinnō), (11 tháng 2 năm 1846 - 18 tháng 2 năm 1903), mẹ là Horiuchi Nobuko.
12. Thân vương Kitashirakawa Yoshihisa (北白川宮能久親王/ Kitashirakawa-no-miya Yoshihisa-shinn ō), (1 tháng 4 năm 1847 - 5 tháng 11 năm 1895), mẹ là Horiuchi Nobuko.
13. Một người con trai (誠宮Aki-no-miya), (1848 - 1853), mẹ là Horiuchi Nobuko.
14. Một người con trai (愛宮Naru-no-miya), (1849 - 1851), mẹ là Horiuchi Nobuko.
15. Thân vương Kachō Hirotsune (華頂宮博経親王Kachō-no-miya Hirotsune shinnō), (19 tháng 4 năm 1851 - 24 tháng 5 năm 1876), mẹ là Horiuchi Nobuko
16. Thân vương Kitashirakawa Satonari (北白川宮智成親王/Kitashirakawa-no-miya Satonari shinnō), (22 tháng 7 năm 1850 - 10 tháng 2 năm 1872), mẹ là Itami Yoshiko.
17. Murakumo Nichi'ei (村雲日栄), (3 tháng 4 năm 1855 - 1920), mẹ là Itami Yoshiko. Mẹ của Masa-no-miya (佐 宮) và sau đó trở thành một nữ tu Phật giáo.
18. Nữ vương Takako (貴子女王), (4 tháng 1 năm 1858 - 1919), mẹ là Itami Yoshiko. Vợ của Matsudaira Tadataka.
19. Một con gái chết non (Kanraku -in), (1859 - 1859), mẹ là Itami Yoshiko.
20. Một cô con gái (多明宮Tame-no-miya), (1860 - 1864), mẹ là Itami Yoshiko.
21. Kiyosu Ienori (清棲家教伯爵), (19 tháng 6 năm 1862 - 13 tháng 7 năm 1923), (được Takatsukasa Masamichi nhận nuôi, và được chuyển từ địa vị Hoàng gia sang quý tộc), mẹ là Itami Yoshiko.
22. Thân vương Kan'in Kotohito (閑院宮載仁親王/Kan'in-no-miya Kotohito shinnō), (10 tháng 11 năm 1865 - 21 tháng 5 năm 1945), mẹ là Itami Yoshiko.
23. Thân vương Higashifushimi Yorihito (東伏見宮依仁親王 /Higashifushimi-no-miya Yorihito shinnō), (19 tháng 9 năm 1867 - 27 tháng 6 năm 1922), mẹ là Itami Yoshiko.
24. Một cô con gái (萬千宮Masa-no-miya), (1869 - 1872), mẹ là Itami Yoshiko.

Trong số 12 người con trai của Hoàng tử Kuniie còn sống sót, 2 người trong số họ trở thành người thừa kế gia tộc, 9 người khác được ban nhánh Shinnōke mới và người còn lại được phong làm Bá tước.